# Daniel Brière
Daniel Jean-Claude "Danny" Brière, född 6 oktober 1977, är en kanadensisk före detta professionell ishockeyspelare. Under sin karriär spelade han bland annat för NHL-lagen Colorado Avalanche, Phoenix Coyotes och Buffalo Sabres. Han valdes som 24:e spelare totalt i NHL-draften 1996 av Phoenix Coyotes.

## Tidiga år
Brière växte upp och började spela ishockey i den kanadensiska staden Gatineau som ligger på Ottawaflodens norra strand, mittemot Kanadas huvudstad Ottawa. Inför säsongen 2004–05 värvades han till juniorlaget Voltigeurs de Drummondville i LHJMQ. Under sin debutsäsong gjorde han 123 poäng, tredje totalt i ligan, och blev tilldelad utmärkelsen Trophée Michel Bergeron som ligans bästa rookie. Följande säsong utökade han sin poängproduktion då han gjorde 163 poäng, varför han blev prisad som ligans bästa poänggörare. Han gjorde 130 poäng under sin avslutande säsong i Voltigeurs de Drummondville, då han kontrakterades av NHL-laget Phoenix Coyotes inför säsongen 1997–98.

## NHL

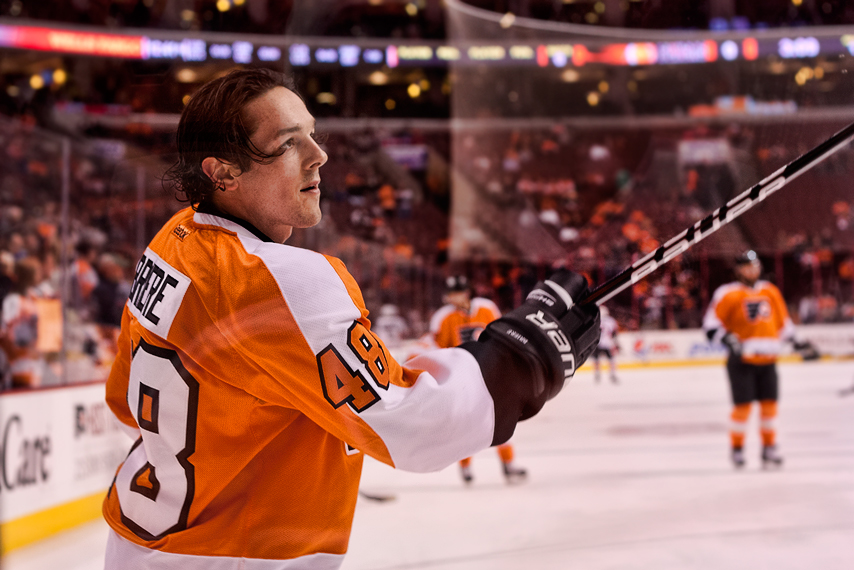
Briere i Flyers.

Brière fick bara spela fem matcher för Phoenix Coyotes under sitt första år i klubben då han främst fick infinna sig i spel i lagets farmarlag Springfield Falcons i AHL. Säsongen 1998–99 fick han dock spela hela 64 matcher i Phoenix och gjorde totalt 22 poäng. Efter drygt sex säsonger i Phoenix Coyotes organisation blev han, den 10 mars 2003, bortbytt till Buffalo Sabres där han så småningom skulle bli lagkapten och utvecklas till en förstaklassig NHL-spelare. Säsongen 2006–07 noterades han för 32 mål och sammanlagt 95 poäng på 81 spelade matcher, vilket gav honom en första plats i Buffalos interna poängliga samt en nionde plats i NHL:s totala poängliga. Brière fortsatte göra stor succé då han gjorde 15 poäng på 16 spelade matcher under Stanley Cup slutspelet 2006–07 där Buffalo förlorade i semifinalen mot Carolina Hurricanes.
Den 1 juli 2007 blev Brière free agent efter att han inte kommit överens om ett nytt kontrakt med Buffalo. Det ryktades om att Briére skulle återvända till sina hemtrakter och spela för Montreal Canadiens eller New York Rangers men istället skrev han på ett åttaårskontrakt med Philadelphia Flyers värt 52 miljoner dollar. Brières poängproduktion minskade under hans första år i klubben, men han slutade tvåa i lagets interna poängliga med 72 poäng på 79 matcher, efter lagkaptenen Mike Richards. Den 21 november 2007 gjorde Brière hat trick för tredje gången i karriären mot Carolina Hurricanes. Säsongen 2008–09 spelade han bara 29 matcher, beroende på olika former av skador. Daniel Brière gjorde 53 poäng under grundserien 2009–10, för att under Stanley Cup slutspelet göra stor succé då han vann NHL-slutspelets poängliga med 30 poäng på 23 spelade matcher. Brières framgångar i det offensiva spelet var en stor bidragande orsak till att Philadelphia tog sig ända fram till Stanley Cup-final, där man dock fick se sig besegrade av Chicago Blackhawks.
Den 27 juni 2013 valde Philadelphia Flyers att köpa ut Brière från sitt kontrakt till en kostnad av $3,333,333 över de kommande fyra åren.
30 juni 2014 trejdades Briere till Avalanche i utbyte mot P.A. Parenteau och ett draftval i 5:e rundan i NHL-draften 2015.
Efter 973 matcher i NHL avslutade Brière sin karriär den 17 augusti 2015.

## Internationellt
Brière gjorde tre mästerskap för det kanadensiska juniorishockeylandslaget. Under sitt första gjorde han fem poäng och tog sin första guldmedalj med Kanada efter vinst med 5-2 mot USA i den avgörande finalen i U-18 VM 1994 i Mexico City. Tre år senare var han med och tog sin andra guldmedalj under JVM i Schweiz 1997. Han debuterade för det kanadensiska ishockeylandslaget vid VM 2003 där han gjorde 9 poäng på 9 matcher och vann guld. Nästa år, vid VM 2004, vann han totalt sin fjärde guldmedalj för Kanada vid internationella idrottssammanhang då man besegrade Sverige med 5-3 i finalen.

## Statistik

### Klubbkarriär
| 1994–95    | Voltigeurs de Drummondville | LHJMQ      | 72  | 51  | 72  | 123 | 54  | 4   | 2  | 3  | 5   | 2  |
| 1995–96    | Voltigeurs de Drummondville | LHJMQ      | 67  | 67  | 96  | 163 | 84  | 6   | 6  | 12 | 18  | 8  |
| 1996–97    | Voltigeurs de Drummondville | LHJMQ      | 59  | 52  | 78  | 130 | 86  | —   | —  | —  | —   | —  |
| 1997–98    | Springfield Falcons         | AHL        | 68  | 36  | 56  | 92  | 42  | 4   | 1  | 2  | 3   | 4  |
| 1997–98    | Phoenix Coyotes             | NHL        | 5   | 1   | 0   | 1   | 2   | —   | —  | —  | —   | —  |
| 1998–99    | Phoenix Coyotes             | NHL        | 64  | 8   | 14  | 22  | 30  | —   | —  | —  | —   | —  |
| 1998–99    | Springfield Falcons         | AHL        | 13  | 2   | 6   | 8   | 20  | 3   | 0  | 1  | 1   | 2  |
| 1998–99    | Las Vegas Thunder           | IHL        | 1   | 1   | 1   | 2   | 0   | —   | —  | —  | —   | —  |
| 1999–00    | Springfield Falcons         | AHL        | 58  | 29  | 42  | 71  | 56  | —   | —  | —  | —   | —  |
| 1999–00    | Phoenix Coyotes             | NHL        | 13  | 1   | 1   | 2   | 0   | 1   | 0  | 0  | 0   | 0  |
| 2000–01    | Springfield Falcons         | AHL        | 30  | 21  | 25  | 46  | 30  | —   | —  | —  | —   | —  |
| 2000–01    | Phoenix Coyotes             | NHL        | 30  | 11  | 4   | 15  | 12  | —   | —  | —  | —   | —  |
| 2001–02    | Phoenix Coyotes             | NHL        | 78  | 32  | 28  | 60  | 52  | 5   | 2  | 1  | 3   | 2  |
| 2002–03    | Phoenix Coyotes             | NHL        | 68  | 17  | 29  | 46  | 50  | —   | —  | —  | —   | —  |
| 2002–03    | Buffalo Sabres              | NHL        | 14  | 7   | 5   | 12  | 12  | —   | —  | —  | —   | —  |
| 2003–04    | Buffalo Sabres              | NHL        | 82  | 28  | 37  | 65  | 70  | —   | —  | —  | —   | —  |
| 2004–05    | SC Bern                     | NL-A       | 36  | 17  | 29  | 46  | 26  | 11  | 1  | 6  | 7   | 2  |
| 2005–06    | Buffalo Sabres              | NHL        | 48  | 25  | 33  | 58  | 48  | 18  | 8  | 11 | 19  | 12 |
| 2006–07    | Buffalo Sabres              | NHL        | 81  | 32  | 63  | 95  | 89  | 16  | 3  | 12 | 15  | 16 |
| 2007–08    | Philadelphia Flyers         | NHL        | 79  | 31  | 41  | 72  | 68  | 17  | 9  | 7  | 16  | 20 |
| 2008–09    | Philadelphia Flyers         | NHL        | 29  | 11  | 14  | 25  | 26  | 6   | 1  | 3  | 4   | 8  |
| 2008–09    | Philadelphia Phantoms       | AHL        | 3   | 1   | 4   | 5   | 4   | —   | —  | —  | —   | —  |
| 2009–10    | Philadelphia Flyers         | NHL        | 75  | 26  | 27  | 53  | 71  | 23  | 12 | 18 | 30  | 18 |
| 2010–11    | Philadelphia Flyers         | NHL        | 77  | 34  | 34  | 68  | 87  | 11  | 7  | 2  | 9   | 14 |
| 2011–12    | Philadelphia Flyers         | NHL        | 70  | 16  | 33  | 49  | 69  | 11  | 8  | 5  | 13  | 4  |
| 2012–13    | Eisbären Berlin             | DEL        | 21  | 10  | 24  | 34  | 24  | —   | —  | —  | —   | —  |
| 2012–13    | Philadelphia Flyers         | NHL        | 34  | 6   | 10  | 16  | 10  | —   | —  | —  | —   | —  |
| 2013–14    | Montreal Canadiens          | NHL        | 69  | 13  | 12  | 25  | 30  | 16  | 3  | 4  | 7   | 4  |
| 2014–15    | Colorado Avalanche          | NHL        | 57  | 8   | 4   | 12  | 18  | —   | —  | —  | —   | —  |
| NHL totalt | NHL totalt                  | NHL totalt | 973 | 307 | 389 | 696 | 744 | 124 | 53 | 63 | 116 | 98 |

### Internationellt
| År            | Lag           | Turnering     |    | Matcher | Mål | Assist | Poäng | Utv |
| ------------- | ------------- | ------------- | -- | ------- | --- | ------ | ----- | --- |
| 1994          | Kanada        | U-18          | 5  | 2       | 3   | 5      | 4     |     |
| 1997          | Kanada        | JVM           | 7  | 2       | 4   | 6      | 2     |     |
| 2003          | Kanada        | VM            | 9  | 4       | 5   | 9      | 6     |     |
| 2004          | Kanada        | VM            | 9  | 2       | 6   | 8      | 6     |     |
| Junior totalt | Junior totalt | Junior totalt | 12 | 4       | 7   | 11     | 6     |     |
| Senior totalt | Senior totalt | Senior totalt | 18 | 6       | 11  | 17     | 12    |     |